# Harold Shipman
Harold Frederick Shipman (ur. 14 stycznia 1946 w Nottingham, zm. 13 stycznia 2004 w Wakefield) – angielski lekarz domowy z Manchesteru, zwany Doktorem Śmiercią. Przeszedł do historii jako seryjny morderca, który zabił największą liczbę ofiar.

## Życiorys
Zabił przynajmniej 236, przypuszcza się, że ta liczba może być znacznie większa. Przed sądem udowodniono mu jedynie 15 z nich. Uśmiercał swoje ofiary za pomocą zastrzyku z morfiny. Popełnił samobójstwo wieszając się w celi, dzień przed swoimi 58 urodzinami.